# Arroyo Santa María
El arroyo Santa María es un curso de agua ubicado en la provincia de Misiones, Argentina que desagua en el río Uruguay.
El mismo nace en las últimas estribaciones de la sierra del Imán, cerca del sitio donde se encuentran las ruinas de la misión jesuítica de Santa María la Mayor en el departamento Concepción, de las que el arroyo toma el nombre. Desemboca en el río Uruguay al sur de la localidad de La Corita.
- Datos: Q5705911